# فرانکو مودیلیانی
فرانکو مودیلیانی (به انگلیسی: Franco Modigliani)
(زاده ۱۸ ژوئن ۱۹۱۸ – درگذشته ۲۵ سپتامبر ۲۰۰۳) اقتصاددان ایتالیایی با تابعیت آمریکا است؛ که در سال ۱۹۸۵ موفق به دریافت جایزه نوبل در اقتصاد شد.

## زندگی و تحصیل
مودیگلیانی در ۱۸ ژوئن ۱۹۱۸، در روم، ایتالیا، در خانواده ای یهودی ایتالیایی به دنیا آمد. وی در هفده سالگی وارد دانشگاه شد و در دانشکده حقوق در دانشگاه ساپینزا رم ثبت نام کرد. در سال دوم حضور در ساپینزا، با شرکت در مسابقه جهانی اقتصاد با حمایت سازمان رسمی دانشجویی دولت، جایزه اول را بدست آورد. مودیلیانی جایزه را از دست بنیتو موسولینی دریافت کرد. او چندین مقاله برای مجله فاشیستی «دولت» نوشت، جایی که تمایل به جریانهای ایدئولوژیک فاشیستی منتقد لیبرالیسم را نشان می‌دهد. از جمله کارهای اولیه وی در ایتالیا فاشیستی مقاله ای دربارهٔ سازمان و مدیریت تولید در یک اقتصاد سوسیالیستی بود که به زبان ایتالیایی نوشته شدو بحث در مورد سوسیالیسم را در امتداد خطوط پیش‌بینی شده توسط سوسیالیست‌هایی مانند ابا لرنر و اسکار لانژ قرار داده‌است. پس از تصویب قوانین نژادی در ایتالیا، در سال ۱۹۳۸، مودلیانی به همراه دوست دختر، سرنا کالابی، ایتالیا را به مقصد پاریس ترک کرد تا به والدین خود در آنجا بپیوندد. پس از بازگشت به رم برای بحث دربارهٔ پایان‌نامه خود در دانشگاه این شهر، وی در ۲۲ ژوئیه ۱۹۳۹ مدرک دیپلم خود را گرفت و به پاریس بازگشت. در همان سال، آنها به ایالات متحده مهاجرت کردند و او در دانشکده تحقیقات اجتماعی ثبت نام کرد. رساله دکتری وی، شرح و بسط الگوی IS-LM از جان هیکس، تحت نظارت ژاکوب مارشاک و ابا لرنر، در سال ۱۹۴۴، نوشت و به عنوان "ground breaking" در نظر گرفته می‌شود.